# Estuardo Maldonado
Estuardo Maldonado (Píntag, 1º ottobre 1928 – Quito, 11 novembre 2023) è stato uno scultore e pittore ecuadoriano esponente del costruttivismo.
Maldonado è membro di VAN (Vanguardia Artística Nacional) (Avanguardia Artistica Nazionale), il gruppo informalista di pittori fondato da Enrique Tábara. Altri membri di VAN erano Aníbal Villacís, Luis Molinari, Hugo Cifuentes, León Ricaurte e Gilberto Almeida . La presenza internazionale di Maldonado è in gran parte dovuta alla sua partecipazione a oltre cento mostre all'aperto in Ecuador.

## Biografia
Nato a Píntag, nel distretto di Quito in Ecuador, Maldonado è andato via di casa in tenera età per osservare e imparare dalla natura. Sia la natura che i temi indigeni sono stati un'ispirazione fondamentale per gran parte del suo lavoro. Maldonado ha studiato arte nella Scuola di Belle Arti a Guayaquil . Nel 1953, Maldonado ha insegnato disegno e storia dell'arte presso la Scuola Americana di Guayaquil. Nel 1955, Maldonado viaggiò lungo la costa ecuadoriana e durante il suo soggiorno ha ritratto volti e paesaggi del CFO.
Nel 1955 Maldonado tenne le sue prime mostre a Guayaquil, Portoviejo e Esmeraldas. Nel 1956, Benjamín Carrión invitò Maldonado ad esporre nella Casa della cultura ecuadoriana, il che lo rese il primo artista ecuadoriano a esporre sculture a Quito e Guayaquil. Nel 1957, Maldonado partì per l'Europa con una borsa di studio e viaggiò in Francia, Germania, Svizzera e Paesi Bassi e si stabilì a Roma, in Italia. Maldonado ha frequentato l'Accademia di Belle Arti di Roma e l'Accademia di San Giacomo.
Il lavoro di Maldonado descrive le astrazioni della natura. Le sue radici ancestrali sono evidenti in alcune delle sue opere basate su un immaginario precolombiano della sua zona nativa andina. Allo stesso tempo, è interessato alle palpitazioni dell'evolversi dell'Universo. È a causa di questa curiosità intrinseca con il progresso e la storia che ha un posto all'interno del movimento artistico costruttivista latinoamericano.
Vladimir Tatlin fondò il Costruttivismo in Russia nel 1913. Influenzato dal futurismo e dal cubismo, questo movimento si basa su forme astratte e geometriche ed è legato alle idee architettoniche. Il movimento costruttivista arrivò in America Latina attraverso Joaquín Torres García e Manuel Rendón. L'universalismo costruttivo è uno stile innovativo creato da Joaquín Torres García che dopo aver vissuto in Europa per oltre quarant'anni, è tornato nella sua terra natale, l'Uruguay, e ha portato con sé nuovi concetti artistici. L'universalismo costruttivo combina riferimenti al mondo precolombiano con le forme geometriche del costruttivismo europeo.
Negli anni '60, Estuardo Maldonado introdusse i segni archeologici nelle sue opere costruttiviste. Poi la "S", segno che si può trovare in varie culture primitive, come nella Valdivia, è diventata per lui una componente plastica essenziale, che lo ha portato a infinite possibilità. Nel 1972 ha lavorato con l'acciaio inossidabile nella creazione delle sue opere. Nel 1994 inizia a realizzare i suoi ipercubi e ipersfere.
Il lavoro di Maldonado è stato celebrato in tutto il mondo per aver combinato con successo la natura con l'innovazione, mantenendo il rapporto con le sue radici andine.
(Estuardo Maldonado)
Nel 2009 Maldonado è stato insignito del Premio Eugenio Espejo, il più prestigioso Premio Nazionale del suo paese per l'Arte, la Letteratura e la Cultura presentato dal Presidente dell'Ecuador.

## Musei e mostre
Nel 2000, dopo aver studiato e trascorso 43 anni in Europa nel pieno del suo lavoro e integrandosi nei processi culturali e artistici dell'avanguardia europea, è tornato in Ecuador per pubblicare il frutto della sua costante ricerca. Le sue opere si trovano in 20 musei internazionali. Anche il premio Eugenio Espejo ha realizzato più di 200 mostre su scala nazionale e internazionale.
- 1956 - Casa della Cultura Ecuadoriana, Guayaquil, Ecuador
- 1964 - Biennale di Venezia, Venezia, Italia
- 1974 - Centro per gli studi internazionali dell'arte costruttivista, Bonn, Germania
- 1974 - Galleria Marcon IV, Roma, Italia
- 1977 - Correnti astratte nell'arte ecuadoriana : dipinti di: Gilbert, Rendon, Tábara, Villacís, Molinari e Maldonado. Centro per le relazioni interamericane, New York, USA.
- 1985 - Primo simposio latinoamericano di scultura di Santo Domingo, Repubblica Dominicana
- 1985 Museo dell'arte Americana, Organizzazione degli Stati americani (OAS), Washington, DC
- 1986 - Ambasciata ecuadoriana, Port-au-Prince, Haiti
- 1987 - I Biennale Internazionale di Pittura di Cuenca de Río, Cuenca de Río, Ecuador
- 1987 - Museo d'arte ispanica contemporanea (MoCHA), New York
- 1988 - XX Biennale di San Paolo, San Paolo, Brasile
- 1991 - Maestros de Latinoamérica, Nagoya, Giappone
- 1994 - Galleria di Nadar Arte, Repubblica Dominicana
- 1998 - Museo d'Arte Italiana, Lima, Perù
- 2000 - Pontificia Università Cattolica dell'Ecuador
- 2000 - Museo d'Arte Moderna, Santiago,  Cile
- 2000 - Exposición, Perth, Australia occidentale
- 2001 - Esposizione del Centro Culturale Metropolitano di Quito, Ecuador.
- 2002 - Antologia "1945-2002", Pontificia Università Cattolica dell'Ecuador.
- 2002 - Salone municipale delle esposizioni di Valencia. L'Almudí. Valencia Spagna
- 2003 - Museo Luis Gonzalez Robles Alcalá de Henares. Madrid, Spagna[1]
- 2004 - Banca Centrale dell'Ecuador. Quito, Ecuador.
- 2004 - Galleria d'arte Jorge Ontiveros. Madrid, Spagna
- 2004 - Municipio L'Olleria. Valencia, Spagna
- 2005 - Mostra a Chicago. Galleria Aldo Castillo.
- 2005 - Fondazione Jaume II el Justo. Monastero Reale di Santa Maria Valldigna. Generalitat Valenciana (Simat de Valldigna).
- 2005 - Sala Espositiva del Comune di Elche. Alicante. Spagna
- 2005 - Galleria Aldo Castillo, USA, di Chicago
- 2006 - Il Katzen Centro d'Arte presso l'Università americana, Washington, DC, USA. Stati Uniti d'America
- 2006 - Sala Autoral, Estuardo Maldonado, Museo Antropologico e di Arte Contemporanea (MAAC), Guayaquil, Ecuador.
- 2007 - Galleria d'arte "CosmoArte Siglo XXV". Alicante, Spagna
- 2008 - Ministero dell'Integrazione e del Commercio Estero - Ambasciata dell'Ecuador in Germania, Berlino, Germania.
- 2008 - ArtMadrid. Madrid. Spagna
- 2008 - Parco Divertimenti Sala Espositiva "Terra Mitica". Benidorm. Alicante, Spagna
- 2008 - Expo Saragozza 2008. Padiglione delle arti di Telefónica. Saragozza, Spagna